# Grecja na Mistrzostwach Świata w Lekkoatletyce 2022
Grecja na Mistrzostwach Świata w Lekkoatletyce 2022 – reprezentacja Grecji podczas mistrzostw świata w Eugene liczyła 20 zawodników występujących w 13 konkurencjach. Wywalczyła jeden srebrny medal.

## Medaliści
| Medal  | Zawodnik           | Konkurencja | Rezultat | Data     |
| ------ | ------------------ | ----------- | -------- | -------- |
| srebro | Miltiadis Tendoglu | skok w dal  | 8,32     | 16 lipca |

## Skład reprezentacji

### Kobiety
| Zawodniczka          | Konkurencja   | Finał   | Finał   | Źródło |
| Zawodniczka          | Konkurencja   | Wynik   | Pozycja | Źródło |
| -------------------- | ------------- | ------- | ------- | ------ |
| Kiriaki Filtisaku    | chód na 20 km | 1:34:55 | 22.     | [ 1 ]  |
| Christina Papadopulu | chód na 20 km | 1:37:20 | 28.     | [ 1 ]  |
| Antigoni Drismbioti  | chód na 35 km | 2:41:58 | 4.      | [ 2 ]  |
| Efstatia Kurkutsaki  | chód na 35 km | 3:02:27 | 27.     | [ 2 ]  |
| Christina Papadopulu | chód na 35 km | DNF     | DNF     | [ 2 ]  |

| Zawodniczka            | Konkurencja    | Kwalifikacje | Kwalifikacje | Finał | Finał   | Źródło      |
| Zawodniczka            | Konkurencja    | Wynik        | Pozycja      | Wynik | Pozycja | Źródło      |
| ---------------------- | -------------- | ------------ | ------------ | ----- | ------- | ----------- |
| Tatiana Gusin          | skok wzwyż     | 1,90         | 13.          | NQ    | NQ      | [ 3 ]       |
| Nikoleta Kiriakopulu   | skok o tyczce  | 4,35         | 24.          | NQ    | NQ      | [ 4 ] [ 5 ] |
| Eleni-Klaudia Polak    | skok o tyczce  | 4,35         | 22.          | NQ    | NQ      | [ 4 ] [ 5 ] |
| Katerina Stefanidi     | skok o tyczce  | 4,50         | 1. q         | 4,70  | 5.      | [ 4 ] [ 5 ] |
| Spiridula Karidi       | trójskok       | 13,62        | 24.          | NQ    | NQ      | [ 6 ]       |
| Chrisula Anagnostopulu | rzut dyskiem   | 58,15        | 19.          | NQ    | NQ      | [ 7 ]       |
| Stamatia Skarweli      | rzut młotem    | 67,20        | 26.          | NQ    | NQ      | [ 8 ]       |
| Elina Dzenggo          | rzut oszczepem | 57,12        | 20.          | NQ    | NQ      | [ 9 ]       |

### Mężczyźni
| Zawodnik                | Konkurencja   | Finał   | Finał   | Źródło |
| Zawodnik                | Konkurencja   | Wynik   | Pozycja | Źródło |
| ----------------------- | ------------- | ------- | ------- | ------ |
| Aleksandros Papamichail | chód na 35 km | 2:34:48 | 29.     | [ 10 ] |

| Zawodnik                | Konkurencja    | Kwalifikacje | Kwalifikacje | Finał | Finał   | Źródło        |
| Zawodnik                | Konkurencja    | Wynik        | Pozycja      | Wynik | Pozycja | Źródło        |
| ----------------------- | -------------- | ------------ | ------------ | ----- | ------- | ------------- |
| Emanuil Karalis         | skok o tyczce  | 5,50         | 22.          | NQ    | NQ      | [ 11 ]        |
| Miltiadis Tendoglu      | skok w dal     | 8,03         | 5. q         | 8,32  | 2.      | [ 12 ] [ 13 ] |
| Anastasios Latiflari    | pchnięcie kulą | 18,98        | 26.          | NQ    | NQ      | [ 14 ]        |
| Nikolaos Skarwelis      | pchnięcie kulą | 19,55        | 25.          | NQ    | NQ      | [ 14 ]        |
| Michalis Anastasakis    | rzut młotem    | 72,40        | 25.          | NQ    | NQ      | [ 15 ] [ 16 ] |
| Christos Franddzeskakis | rzut młotem    | 76,03        | 10. q        | 77,04 | 9.      | [ 15 ] [ 16 ] |